# Darius Maskoliūnas
Darius Maskoliūnas (Jonava, 6 gennaio 1971) è un ex cestista e allenatore di pallacanestro lituano.

## Carriera
Con la Lituania ha disputato i Giochi olimpici di Sydney 2000, i Campionati mondiali del 1998 e due edizioni dei Campionati europei (1997, 1999).

## Palmarès

### Giocatore

#### Competizioni Nazionali
- Campionato lituano: 6

Žalgiris Kaunas: 1993-94, 1994-95, 1995-96, 1996-97, 1997-98, 1998-99
- Coppa di Polonia: 2

Prokom Sopot: 2000, 2001

#### Competizioni Europee
- Coppa dei Campioni: 1

Žalgiris Kaunas: 1998-99
- Eurocoppa: 1

Žalgiris Kaunas: 1997-98
- Lega Nord Europea NEBL: 1

Žalgiris Kaunas: 1999

### Allenatore
- Supercoppa polacca: 1

Trefl Sopot: 2013
- Lega Baltica: 1

Žalgiris Kaunas: 2009-10